# Стронятин
Строня́тин (пол. Stroniatyn) — село у Львівському районі Львівської області. Відноситься до Куликівської селищної громади.

## Назва
Про походження назви села існує кілька переказів. За одним з них, — село дістало таку назву тому, що розташоване на стороні болотистих сіножатей і в стороні основних шляхів.

## Історія
Вперше Стронятин згадується в 1448 році: шляхтич Анджей Одровонж зі Спрови, воєвода і староста генеральний руський, наказав  Яхні, вдові по Андрію Малехівському, та її дочкам Катерині, одруженій з Іваном (Яном) Коритком, і Яхні, розшукати підтвердження привілею, виданого на Стронятин королем Владиславом ІІІ Варненчиком. (Архів Бернандинців у Львові, нині Центральний державний історичний архів. т. 2, стр. 366).
У податковому реєстрі 1515 року в селі документується 2 лани (близько 50 га) оброблюваної землі, село у володінні Одновського.
Село належало до Львівського повіту, 16 км на пн.-сх. від Львова, 6 км на пд.-сх. від Куликова. На схід лежать Вислобоки, на південь Малі Підліски і Ситихів, на захід Кошелів, на північ Нове Село і Сулимів (три останні села в Жовківському повіті). Вздовж південного кордону села пливе потік Недільчина заболоченою долиною. Підвищення на північному заході сягає 275 м, на півн.-сх. 281 м. В 1880 році було 62 будинки, 365 жителів в гміні, 3 будинки, 26 жителів на території двору (368 греко-католиків, 19 римо-католиків, 4 ізраеліти; 360 русинів, 31 поляк).
Парафія римо-католицька в Куликові, греко-католицька в селі, Куликівського деканату. До парафії належали Малі Підліски. В селі була церква з 1854 року, школа і кредитна каса з капіталом 2589 злотих.

## Населення

### Мова
Розподіл населення за рідною мовою за даними перепису населення:
| Мова       | Кількість | Відсоток |
| ---------- | --------- | -------- |
| українська | 384       | 99.74%   |
| російська  | 1         | 0.26%    |
| Усього     | 385       | 100%     |

## Транспорт
Приміський автобус №127: м. Львів (Автовокзал "Північний") - село Стронятин

## Інтернет
Радіоканальний Інтернет від провайдера ТЗОВ ВКФ "Радіо сервіс" Лімітед. Оптоволоконний Інтернет від провайдера ТОВ "Лімнет".

## Відомі особи
- Волинець Юрій Богданович (1983 - 05.10.2024) - солдат ЗСУ, загинув поблизу с. Миколаївка, Покровського району, Донецької області. Поховали захисника 12.10.2024 в с. Стронятин.
- Вантух Володимир Васильович (04.02.1980 - 18.07.2024) - солдат ЗСУ, уродженець с. Вислобоки, житель с. Стронятин, загинув поблизу с. Яснобродівка, Покровського району, Донецької області. Поховали захисника 12.02.2025 в с. Стронятин.

## Пам'ятки
У селі збереглася дерев'яна церква Воздвиження Чесного Хреста 1854.